# Just Another Hardware Definition Language
JHDL ist die Abkürzung für Just Another Hardware Definition Language und ist eine Hardwarebeschreibungssprache, deren Entwicklung als Open-Source-Projekt 1997 an der Brigham Young University begann.
Die Idee von JHDL ist, in Java geschriebene Programme derart in VHDL umzusetzen, dass eine damit programmierte FPGA (oder miteinander vernetzte FPGAs) einen durch die Objekte des Programms beschriebenen Datenfluss zwischen den physikalischen Anschlüssen eines elektronischen Bauelements erreicht.
Das Ziel ist es auch, dass in den verfügbaren FPGA-Netzwerken Objekte genau so erzeugt werden, wie das in normalen Java-Programmen üblich ist, nämlich durch Anweisungen der Form Object reference = new ObjectType(Parameters). Durch einfaches Vergessen der Referenz wird der von ihr genutzte Ressourcenbereich (im Fall von JHDL Logikgatter) wieder freigegeben.
Besonders interessant ist JHDL im Zusammenhang mit selbstkonfigurierenden Systemen, in denen ein Betriebssystem auf einer Hardware-Plattform arbeitet, die aus vielen FPGAs besteht und umkonfiguriert werden kann. In einem derartigen Netzwerk existieren viele Objekte und eine große Anzahl von Threads gleichzeitig, was möglicherweise zur Verringerung der Taktfrequenz genutzt werden kann.